# فكتور سيرغييف
فكتور سيرغييف (بالروسية: Виктор Олегович Сергеев)‏ هو لاعب كرة قدم روسي في مركز الهجوم، ولد في 18 أبريل 1993 في ستاري اوسكول في روسيا. لعب مع FC Energomash Belgorod ‏.